# Desmostylus
Desmostylus — вимерлий рід травоїдних ссавців родини Desmostylidae, що живе з хаттського етапу субепохи пізнього олігоцену до субепохи пізнього міоцену (28,4 млн років—7,250 млн років тому).

## Опис

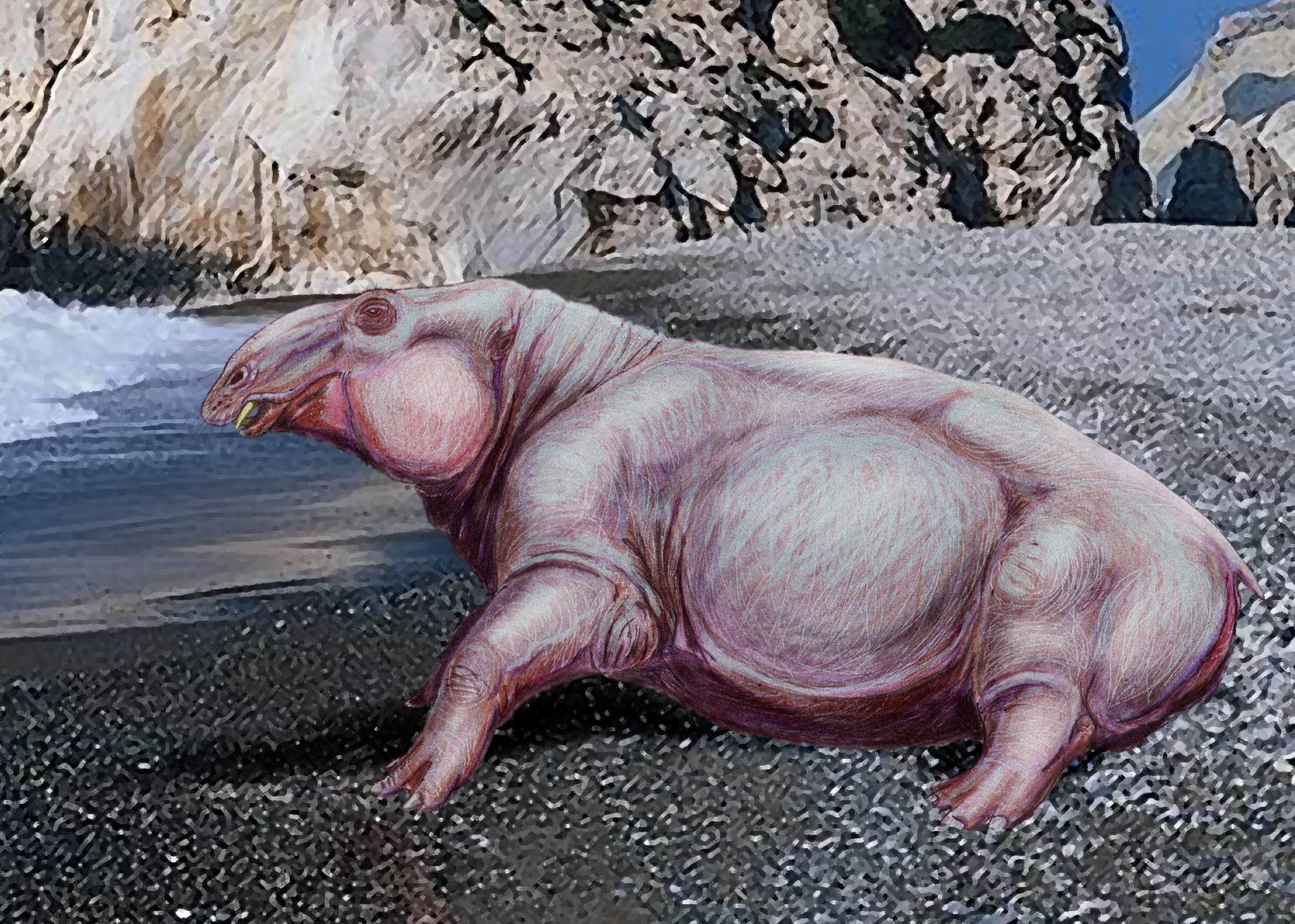
Реставрація D. hesperus

Десмостіл був великою істотою, схожою на бегемота, з дорослим екземпляром Кетона D. hesperus розмірами 275 см у довжину, 105 см у висоту та 1283 кілограми маси тіла; найбільша відома плечова кістка, яка в 1,3 раза перевищує довжину зразка Кетона, ймовірно, належала особині з масою 2,8 тонни. У нього був короткий хвіст і потужні ноги з чотирма копитами. Обидві щелепи істоти були подовжені та мали звернені вперед бивні, які були подовженими іклами та різцями.
Швидше за все, повністю водний, Desmostylus, як вважають, жив на мілководді в прибережних регіонах, як правило, на глибині менш ніж 30 метрів. Останні ізотопні дослідження вказують на те, що Desmostylus, швидше за все, жив (або проводив значну кількість часу) в прісноводних екосистемах або естуаріях, шукаючи їжу для водних прісноводних рослин.
Його менш щільна кісткова структура свідчить про те, що десмостиль вів спосіб життя, пов'язаний з активним плаванням і, можливо, годуванням на поверхні, на відміну від інших десмостиліїв, які переважно були повільними плавцями та/або ходили по дну та годувалися морською травою.

## Розповсюдження викопних решток
Скам'янілості були виявлені вздовж північної частини Тихого океану від півострова Нижня Каліфорнія на північ уздовж узбережжя Каліфорнії, Орегону, Вашингтона та на захід до острова Сахалін, Хоккайдо, Японія, і на південь до префектури Сімане, Японія.